# (631) Philippina
(631) Philippina ist ein Asteroid des Hauptgürtels, der am 21. März 1907 vom deutschen Astronomen August Kopff in Heidelberg entdeckt wurde. 
Der Asteroid wurde nach Philipp Kessler, einem Freund des Entdeckers, benannt.